# Khinj
Khinj är ett distrikt i Afghanistan. Det ligger i provinsen Panjshir, i den nordöstra delen av landet, 110 kilometer nordost om huvudstaden Kabul.
Distriktet beräknades år 2022 ha cirka 47 000 invånare.